# جاك غارلاند (سياسي أسترالي)
جاك غارلاند (بالإنجليزية: Jack Garland)‏ هو سياسي أسترالي، ولد في 8 أبريل 1922 في سيدني في أستراليا، وتوفي في 3 سبتمبر 1993. حزبياً، نشط في حزب العمال الأسترالي. وقد انتخب عضو المجلس التشريعي نيو ساوث ويلز.